# Wallerse degeneratie

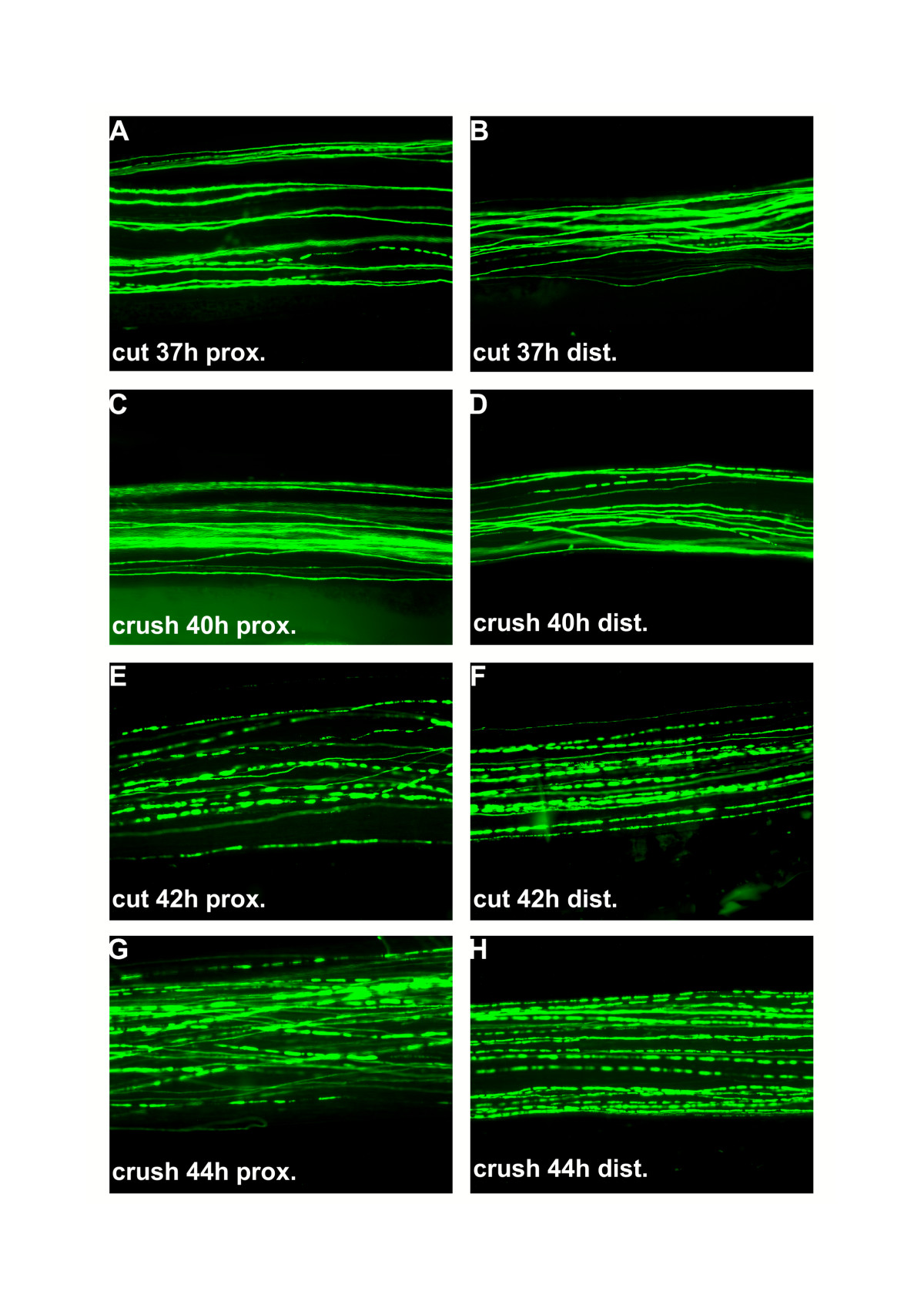
Fluorescentiemicrografieën (100x) van Wallerse degeneratie in gescheurde en gekneusde perifere zenuwen. Links steeds proximaal van het letsel, rechts distaal ervan. A en B: 37 uur na scheur. C en D: 40 uur na kneuzing. E en F: 42 uur na scheur. G en H: 44 uur na kneuzing.

Wallerse degeneratie is het proces waarbij, na het scheuren of kneuzen van een zenuwvezel, het axon dat distaal van de schade is gelegen degenereert. Dit heet ook wel anterograde of orthograde degeneratie. Een soortgelijk proces, Wallerian-like degeneration, treedt op in veel neurodegeneratieve ziektes, met name die waarbij axonaal transport verminderd is. Onderzoek suggereert dat het uitblijven van het essentiële axonale eiwit NMNAT2 in de distaal gelegen axonen een belangrijke rol speelt bij het ontstaan van de degeneratie.
Wallerse degeneratie vindt plaats na axonaal letsel in zowel het perifere als het centrale zenuwstelsel. Het treedt op in de axonale stomp distaal van de schade en begint meestal binnen 24-36 uur na ontstaan van het letsel. Voor er degeneratie optreedt zijn de distale axonale vezels meestal nog wel elektrisch te stimuleren. Na het letsel valt het axonskelet uit elkaar en vervolgens het axonale membraan. De axonale degeneratie wordt gevolgd door het uiteenvallen van de  myelineschede en infiltratie door macrofagen. De macrofagen ruimen het uiteengevallen weefsel op.
Het neurolemma van de zenuwvezels degenereert niet en blijft bestaan als een holle buis. Het distale einde van de zenuwvezel dat proximaal van het letsel is gelegen strekt binnen 96 uur na het letsel scheuten uit in de richting van deze holle buisstructuren en deze scheuten worden aangetrokken door groeifactoren die door Schwanncellen in de buizen worden geproduceerd. Als een scheut zo'n buisje bereikt, groeit het daarin vast en groeit het per dag ongeveer 1 mm verder. Uiteindelijk kan het doelweefsel worden bereikt en opnieuw worden geïnnerveerd. Als de scheuten de buisjes niet bereiken, doordat bijvoorbeeld de afstand te groot is of door littekenweefsel, kan geprobeerd worden deze scheuten operatief in de buisjes te leiden. Deze regeneratie vindt veel langzamer plaats in het ruggenmerg dan in perifere zenuwen. Het belangrijkste verschil is dat de myelineschedes in het ruggenmerg worden geproduceerd door oligodendrocyten en niet door Schwanncellen.